# Arnold Jackson
Arnold Nugent Strode Strode-Jackson (ur. 5 kwietnia 1891 w Addlestone, zm. 13 listopada 1972 w Oksfordzie)  – brytyjski oficer, prawnik, dyplomata, lekkoatleta średniodystansowiec.

## Życiorys
Studiował prawo na Uniwersytecie Oksfordzkim w Brasenose College od 1910. Uprawiał w tym czasie biegi lekkoatletyczne, piłkę nożną i hokej na trawie. W 1912 skrócił swe wakacje w Norwegii i wziął udział w igrzyskach olimpijskich w Sztokholmie jako prywatny uczestnik (były to ostatnie igrzyska olimpijskie, do udziału w których dopuszczono osoby prywatne). Wystartował w biegu na 1500 metrów, w którym najpierw zakwalifikował się do finału, a potem w nim zwyciężył wyprzedzając m.in. obrońcę tytułu Mela Shepparda ze Stanów Zjednoczonych. Ustanowił w tym biegu rekord olimpijski wynikiem 3:56,8.
Walczył w Armii Brytyjskiej przez cały czas I wojny światowej od sierpnia 1914 do listopada 1918. Przeszedł stopnie oficerskie od podporucznika (Second Lieutenant) do brygadiera (Brigadier-General, był to stopień generalski). Był najmłodszym brygadierem w Armii Brytyjskiej. Jest jednym z ośmiu oficerów w historii, którzy otrzymali Distinguished Service Order z Trzema Okuciami (DSO and Three Bars), czyli zostali odznaczeni tym orderem czterokrotnie. Jackson otrzymał DSO 4 czerwca 1917, 18 lipca 1917, 13 maja 1918 i 2 grudnia 1918. Był również sześciokrotnie wymieniony w sprawozdaniu (Mentioned in Despatches) przy innych okazjach. Trzykrotnie był ranny i trwale okulał, co uniemożliwiło mu kontynuowanie kariery sportowej.
W 1919 był w składzie brytyjskiej delegacji na konferencję pokojową w Paryżu. Za pracę podczas niej został komandorem Orderu Imperium Brytyjskiego. w tym samym roku zmienił nazwisko na Strode-Jackson, pozostawiając jednak Strode jako trzecie imię. W 1921 wyjechał na stałe do Stanów Zjednoczonych. Pracował tam w przemyśle, a także był sędzią pokoju w Connecticut. Od 1945 miał obywatelstwo USA. W 1963 po śmierci żony powrócił do Wielkiej Brytanii, gdzie zmarł.